# Gerard van der Flier
Gerard van der Flier (Harlingen, 11 oktober 1879 - Den Haag, 13 maart 1955) was een Nederlands jurist en raadsheer in de Hoge Raad der Nederlanden.
Van der Flier werd geboren te Harlingen als zoon van de hervormde predikant ds. Aalbert van der Flier en diens vrouw Maria van den Bosch. Hij studeerde rechten aan de Universiteit Utrecht van 1896 tot 1901; op 20 juni 1901 promoveerde hij daar op stellingen. Na zijn studie werd hij commies bij de provinciale griffie van Friesland. In 1912 werd hij benoemd tot advocaat-generaal bij het Hof van Justitie van Suriname, wat hij tot 1918 zou blijven. In dat jaar werd hij benoemd tot rechter bij de Rechtbank Utrecht en in 1929 tot raadsheer bij het Gerechtshof Arnhem.
Op 1 maart 1939 werd Van der Flier door de Hoge Raad als eerste geplaatst op de aanbeveling voor benoeming tot raadsheer in de vacature die was ontstaan door het pensioen van Gerard Kirberger. De Tweede Kamer nam de voordracht ongewijzigd over en de benoeming volgde op 17 maart van dat jaar. Van der Flier bleef raadsheer tot zijn pensionering wegens het bereiken van de 70-jarige leeftijd in 1949. Hij overleed op 75-jarige leeftijd te Den Haag.